# Giornata internazionale delle lingue dei segni
La giornata internazionale delle lingue dei segni è una festività proclamata nel 2017 dall'Assemblea generale delle Nazioni Unite per celebrare questa lingua. La data scelta per questa festività è il 23 settembre di ogni anno ed è stata celebrata per la prima volta nel 2018. La finalità di tale giornata è quella di tutelare i diritti umani e i diversi aspetti culturali e linguistici delle persone affette da sordità.

## Storia
La proposta di istituire una giornata mondiale è stata fatta dalla Federazione mondiale dei sordi ed è stato scelto, come giorno, il medesimo in cui è stata fondata tale federazione nel 1951.

## Obiettivi
Tra gli obiettivi che si è prefissata l'ONU, con l'istituzione di questa giornata, è quella di tutelare in modo pieno i diritti umani della comunità di individui non udenti. Tra questi diritti, la risoluzione istitutiva della giornata prevede: la collaborazione delle persone sorde nel redigere qualsiasi tipo di provvedimento che possa avere conseguenze sui medesimi, l'avere servizi educativi adeguati nella lingua dei segni, la tutela della lingua dei segni nella sua diversità linguistica e culturale.